# Nach dieser Erde
Nach dieser Erde ist der Titel eines dreistimmigen Kanons, der insbesondere durch die Arbeiter- und Friedensbewegung zur Zeit der Proteste gegen den NATO-Doppelbeschluss bekannt wurde. Der deutsche Text stammt von Gerd Kern. Als Komponist der Melodie wird Don McLean angegeben, der sie jedoch nur aufgrund einer älteren Vorlage bearbeitete. Das Lied ist seit 1981 in Liederbüchern aus Ost- und Westdeutschland publiziert.

## Rezeption und Textvarianten
Das Lied basiert auf dem vierstimmigen Kanon By the Waters of Babylon des englischen Komponisten Philip Hayes über einen Text aus dem Psalm 137.
Don McLean schrieb diesen in einen dreistimmigen Kanon unter dem Titel Babylon um, den er 1971 auf seinem Album American Pie veröffentlichte. Dieser wurde von Gerd Kern, Mitglied des Ost-Berliner Oktoberklub und in den 1970er und 1980 Jahren einem der führenden Texter politischer Lieder in der DDR, in eine deutschsprachige Fassung übertragen und wird auch als „Friedenskanon“ oder „Lied gegen die Neutronenbombe“ bezeichnet. Die musikpädagogische Veranstaltung „Klasse! Wir singen“ bediente sich unter anderem dieses Kanons, um Kinder für das Singen zu begeistern. Das Lied gehört zum Repertoire vieler Chöre. Der deutsche Text kann leicht abweichende Inhalte haben.